# فنسنت لاكوست
فنسنت لاكوست (بالفرنسية: Vincent Lacoste)‏ هو ممثل فرنسي، ولد في 3 يوليو 1993 بباريس في فرنسا. من الجوائز التي نالها Lumière Award for Best Male Revelation ‏ سنة 2010.

## جوائز وترشيحات
جوائز
- Lumière Award for Best Male Revelation [الإنجليزية]‏ (2010)

ترشيحات
- جائزة سيزار لأفضل ممثل صاعد (2010)

## وصلات خارجية
- فنسنت لاكوست على موقع IMDb (الإنجليزية)
- فنسنت لاكوست على موقع قاعدة بيانات الأفلام العربية
- فنسنت لاكوست على موقع ألو سيني (الفرنسية)
- فنسنت لاكوست على موقع أول موفي (الإنجليزية)
- فنسنت لاكوست على موقع قاعدة بيانات الأفلام السويدية (السويدية)
- فنسنت لاكوست على موقع قاعدة بيانات الفيلم (الإنجليزية)
- فنسنت لاكوست على موقع كينوبويسك (الروسية)